# George S. Boutwell
George Sewall Boutwell (ur. 28 stycznia 1818 w Brookline k. Bostonu, zm. 27 lutego 1905 w Groton) – amerykański polityk, ekonomista, prawnik, sekretarz skarbu w gabinecie Ulyssesa Granta (1869 - 1873), gubernator stanu Massachusetts. Jeden z twórców Partii Republikańskiej.

## Życiorys
Urodził się 28 stycznia 1818 roku w Brookline niedaleko Bostonu w stanie Massachusetts. Po ukończeniu szkoły, rozpoczął studia prawnicze (1836) i w tym kierunku rozpoczął pracę. W tym czasie założył również sklep. Po kilku latach pracy, sprzedał sklep i zapisał się do Partii Demokratycznej. Z jej ramienia w 1851 roku został gubernatorem stanu Massachusetts. Swój urząd piastował do 1853 roku, kiedy to razem z innymi działaczami założył Partię Republikańską. W jej ramach dalej prowadził działalność polityczną - w 1863 został członkiem Izby Reprezentantów wybrany ze swojego rodzimego stanu. Sześć lat później nowo wybrany prezydent Stanów Zjednoczonych - Ulysses Grant zaproponował mu stanowisko sekretarza skarbu. Boutwell zgodził się. Jako sekretarz wykonał wiele reform: zmniejszył dług publiczny, uporządkował chaos w amerykańskich finansach po wojnie secesyjnej i gabinecie Johnsona, dofinansował prace rolników. W 1873 złożył dymisję. W 1875 roku, już jako senator, był głównym autorem Civil Rights Act podpisanego przez Granta. Kolejny prezydent Rutherford Hayes mianował go komisarzem ds. kodyfikacji prawa Stanów Zjednoczonych. Miał on za zadanie przygotować prawo tak, aby Północ do końca pojednała się z Południem, a prawa czarnoskórych zostały w pełni zachowane. Złożył dymisję rok później, gdyż popadł w niełaskę republikanów. W 1900 roku wystąpił z partii. Zmarł 27 lutego 1905 roku w Groton śmiercią naturalną.